# Seznam vévodů z Yorku
Seznam vévodů z Yorku poskytuje chronologický přehled všech vévodů z Yorku. Titul vévody z Yorku byl poprvé udělen roku 1385 a naposledy roku 1986, celkem byl v průběhu dějin vytvořen osmkrát, jednou v pretendentství a třikrát ve spojení s titulem vévody z Albany. Současným držitelem je princ Andrew.

## Vévodové z Yorku

### První vytvoření (1385–1415 a 1425–1461)
Poprvé byl titul vévody z Yorku udělen roku 1385 Edmundovi z Langley, pátému synovi anglického krále Eduarda III. a zakladateli větve plantagenetského rodu Yorků. Po jeho smrti zdědil titul jeho syn Eduard z Norwiche, který ale neměl žádné potomstvo, proto titul přešel na jeho synovce Richarda. Jelikož ale byl Richardův otec odsouzen za spiknutí proti králi Jindřichovi V., Richard dostal svolení jej užívat až v roce 1425. Poslední vévoda z Yorku při prvním vytvoření byl Richardův syn Eduard, který se záhy stal anglickým králem a titul splynul s korunou.
| Jméno               | Obrázek | Držba titulu | Manželky a děti                                   | Biografická data                  | Poznámky |
| ------------------- | ------- | ------------ | ------------------------------------------------- | --------------------------------- | --- |
| Edmund z Langley    |         | 1385 – 1402  | Isabela Kastilská 3 děti Jana Hollandová bezdětní | 5. červen 1341 – 1. srpen 1402    | Syn krále Eduarda III. Anglického. Také earl z Cambridge. |
| Eduard z Norwiche   |         | 1402 – 1415  | Philippa de Mohun bezdětní                        | cca 1373 – 25. říjen 1415         | Syn vévody Edmunda z Langley. Také vévoda aumalský, earl z Cambridge, Rutlandu a Corku                                                                                |
| Richard Plantagenet |         | 1425 – 1460  | Cecílie Nevillová 13 dětí                         | 21. září 1411 – 30. prosinec 1460 | Syn earla Richarda z Conisburghu. Také earl z Ulsteru, Marche a Cambridge, pán z Clare, baron Mortimer z Wigmoru.                                                     |
| Eduard Plantagenet  |         | 1460 – 1461  | Alžběta Woodvillová 10 dětí                       | 28. duben 1442 – 9. duben 1483    | Syn vévody Richarda Plantageneta. Také earl z Ulsteru, Marche a Cambridge, pán z Clare a baron Mortimer z Wigmoru. Roku 1461 se stal anglickým králem jako Eduard IV. |

### Druhé vytvoření (1474–1483)
Podruhé titul vévody z Yorku udělil Eduard IV. svému druhorozenému synovi Richardovi krátce po jeho narození. Po Eduardově smrti byli všichni jeho potomci kvůli údajné bigamii a zrušení jeho manželství prohlášeni za nelegitimní a Richard pozbyl svůj vévodský titul.
| Jméno                 | Obrázek | Držba titulu | Manželky a děti          | Biografická data   | Poznámky                                                                    |
| --------------------- | ------- | ------------ | ------------------------ | ------------------ | --------------------------------------------------------------------------- |
| Richard ze Shrewsbury |         | 1474 – 1483  | Anne de Mowbray bezdětní | 17. srpen 1473 – ? | Syn krále Eduarda IV. Také vévoda z Norfolku, earl z Nottinghamu a Warenne. |

### Třetí vytvoření (1494–1509)
Třetí vytvoření je spojeno s nástupem Tudorovců na anglický trůn a narozením Jindřicha, druhého syna krále Jindřicha VII. Jelikož Jindřichův starší bratr Artur Tudor předčasně zemřel, usedl na trůn právě on jako Jindřich VIII. a titul byl sloučen s korunou.
| Jméno          | Obrázek | Držba titulu | Manželky a děti | Biografická data                 | Poznámky |
| -------------- | ------- | ------------ | --- | -------------------------------- | --- |
| Jindřich Tudor |         | 1494 – 1509  | Kateřina Aragonská 1 dítě Anna Boleynová 1 dítě Jana Seymourová 1 dítě Anna Klevská bezdětní Kateřina Howardová bezdětní Kateřina Parrová bezdětní | 28. červen 1491 – 28. leden 1547 | Syn krále Jindřicha VII. Také kníže z Walesu, vévoda z Cornwallu a earl z Chesteru. Roku 1509 se stal anglickým králem jako Jindřich VIII. |

### Čtvrté vytvoření (1605–1625)
Roku 1605 obdržel titul vévody z Yorku druhorozený syn anglického a skotského krále Jakuba Karel. Po smrti svého bratra Jindřicha Frederika se stal následníkem trůnu a roku 1625 anglickým a skotským králem.
| Jméno        | Obrázek | Držba titulu | Manželky a děti                   | Biografická data                   | Poznámky |
| ------------ | ------- | ------------ | --------------------------------- | ---------------------------------- | --- |
| Karel Stuart |         | 1605 – 1625  | Henrietta Marie Bourbonská 9 dětí | 19. listopad 1600 – 30. leden 1649 | Syn krále Jindřicha VII. Také kníže z Walesu, vévoda z Cornwallu, Rothesay, Albany, markýz z Ormondu, earl z Chesteru, Carricku a Rossu, baron Renfrew, lord Ardmannoch, lord Ostrovů, princ a velký správce Skotska. POzději se stal anglickým a skotským králem jako Karel I. |

### Páté vytvoření (1644–1685)
Třetirozený syn krále Karla I. Jakub obdržel od svého otce titul vévody z Yorku roku 1644. Roku 1685 zemřel jeho bratr, král Karel II., bezdětný a Jakub se tak stal novým králem.
| Jméno        | Obrázek | Držba titulu | Manželky a děti                                  | Biografická data               | Poznámky                                                  |
| ------------ | ------- | ------------ | ------------------------------------------------ | ------------------------------ | --------------------------------------------------------- |
| Jakub Stuart |         | 1644 – 1685  | Anna Hydeová 8 dětí Marie Beatrice d'Este 7 dětí | 14. října 1633 – 16. září 1701 | Syn krále Karla I. Také vévoda z Albany a earl z Ulsteru. |

### Jakobitské vytvoření (1725–1788)
Po svržení krále Jakuba II. a nástupu Hannoverské dynastie na britský trůn si Jakubovi potomci nárokovali jeho tituly. Jakobitský pretendent a syn Jakuba II. Jakub František Stuart (Jakub III.) jmenoval svého druhorozeného syna Jindřicha Benedikta po jeho narození roku 1725 vévodou z Yorku. Z jakobitského hlediska titul zanikl roku 1788, kdy se po smrti svého bratra Karla Eduarda (Karla III.) stal novým jakobitským pretendentem. Toto jmenování bylo uznáváno pouze jakobity a jejich spojenci. 
| Jméno                    | Obrázek | Držba titulu | Manželky a děti | Biografická data                   | Poznámky                                  |
| ------------------------ | ------- | ------------ | --------------- | ---------------------------------- | ----------------------------------------- |
| Jindřich Benedikt Stuart |         | 1725 – 1788  | bez manželky    | 6. březen 1725 – 13. červenec 1807 | Syn pretendenta Jakuba Františka Stuarta. |

## Vévodové z Yorku a Albany
Roku 1716 došlo poprvé k udělení britského titulu vévody z Yorku a Albany, který spojoval anglický titul vévody z Yorku se skotským titulem vévody z Albany.

### První vytvoření (1716–1728)
Prvním vévodou z Yorku a Albany se stal princ Arnošt August, titul mu udělil jeho starší bratr král Jiří I. krátce po svém nástupu na britský trůn. Arnošt August zemřel bezdětný, titul se tedy vrátil koruně.
| Jméno         | Obrázek | Držba titulu | Manželky a děti | Biografická data              | Poznámky                                                                                   |
| ------------- | ------- | ------------ | --------------- | ----------------------------- | ------------------------------------------------------------------------------------------ |
| Arnošt August |         | 1716 – 1728  | bez manželky    | 7. září 1674 – 14. srpen 1728 | Syn hannoverského kurfiřta Arnošta Augusta. Také osnabrücký kníže-biskup a earl z Ulsteru. |

### Druhé vytvoření (1760–1767)
Druhým vévodou z Yorku a Albany se stal princ Eduard, který tento titul obdržel po nástupu svého staršího bratra Jiřího III. na trůn. I vévoda Eduard zemřel bezdětný a titul se tak vrátil koruně.
| Jméno  | Obrázek | Držba titulu | Manželky a děti | Biografická data                | Poznámky                                                     |
| ------ | ------- | ------------ | --------------- | ------------------------------- | ------------------------------------------------------------ |
| Eduard |         | 1760 – 1767  | bez manželky    | 25. březen 1739 – 17. září 1767 | Syn knížete z Walesu Frederika Ludvíka. Také earl z Ulsteru. |

### Třetí vytvoření (1784–1827)
Posledním vévodou z Yorku a Albany se stal roku 1784 princ Bedřich August Hannoverský, druhorozený syn krále Jiřího III. Jelikož nezanechal legitimního potomka, splynul titul znovu s korunou.
| Jméno                      | Obrázek | Držba titulu | Manželky a děti           | Biografická data               | Poznámky                                                               |
| -------------------------- | ------- | ------------ | ------------------------- | ------------------------------ | ---------------------------------------------------------------------- |
| Bedřich August Hannoverský |         | 1784 – 1827  | Frederika Pruská bezdětní | 16. srpen 1763 – 5. leden 1827 | Syn krále Jiřího III. Také osnabrücký kníže-biskup a vévoda z Ulsteru. |

## Vévodové z Yorku

### Šesté vytvoření (1892–1910)
Samostatný titul vévody z Yorku byl znovu udělen až britskou královnou Viktorií, která jmenovala svého vnuka prince Jiřího. Jiří se roku 1910 stal králem jako Jiří V.
| Jméno                         | Obrázek | Držba titulu | Manželky a děti      | Biografická data                | Poznámky |
| ----------------------------- | ------- | ------------ | -------------------- | ------------------------------- | --- |
| Jiří Sasko-Kobursko-Gothajský |         | 1892 – 1910  | Marie z Tecku 6 dětí | 3. červen 1865 – 20. leden 1936 | Syn krále Eduarda VII. Také kníže z Walesu, vévoda z Rothesay, earl z Chesteru, Carricku a Inverness, baron Renfrew a Killarney, lord Ostrovů, princ a velký správce Skotska. |

### Sedmé vytvoření (1920–1936)
Král Jiří V. poté udělil titul svému druhorozenému synovi princi Albertovi. Ten se roku 1936 po abdikaci svého staršího bratra Eduarda VIII. stal britským králem jako Jiří VI.
| Jméno             | Obrázek | Držba titulu | Manželky a děti                   | Biografická data                 | Poznámky                                                     |
| ----------------- | ------- | ------------ | --------------------------------- | -------------------------------- | ------------------------------------------------------------ |
| Albert Windsorský |         | 1920 – 1936  | Elizabeth Bowesová-Lyonová 2 děti | 14. prosinec 1895 – 6. únor 1952 | Syn krále Jiřího V. Také earl z Inverness a baron Killarney. |

### Osmé vytvoření (1986–současnost)
Poosmé byl titul vytvořen pro druhorozeného syna královny Alžběty II. prince Ondřej. Pokud prince Ondřej zemře bez mužských potomků, které v současnosti nemá, vrátí se titul koruně.
| Jméno             | Obrázek | Držba titulu      | Manželky a děti          | Biografická data | Poznámky                                                           |
| ----------------- | ------- | ----------------- | ------------------------ | ---------------- | ------------------------------------------------------------------ |
| Ondřej Windsorský |         | 1986 – současnost | Sarah Fergusonová 2 děti | * 19. únor 1960  | Syn královny Alžběty II. Také earl z Inverness a baron Killyleagh. |